# Línea 45 (Media Distancia)
La línea 45 de Media Distancia es un servicio regional de ferrocarril convencional. Conocida popularmente como Alicante - Albacete - Alcázar de San Juan - Ciudad Real, es una de las 7 líneas de media distancia de la Comunidad Valenciana, explotada por Renfe Operadora. Su trayecto habitual circula entre Alicante y Ciudad Real. Anteriormente era denominada como línea L2.

## Recorrido
La duración aproximada del trayecto es de 4 horas y 21 minutos entre Alicante y Ciudad Real, y de 1 hora en los servicios entre el trayecto de Albacete y Alcázar de San Juan.